# Eupithecia rindgei
Eupithecia rindgei là một loài bướm đêm trong họ Geometridae.